# Théophile Funck-Brentano
Théophile Funck-Brentano (Lussemburgo, 21 agosto 1830 – Montfermeil, 23 gennaio 1906) è stato un filosofo, sociologo e giurista francese.

## Biografia
Studiò diritto e filosofia a Parigi, a Bruxelles e in Germania. Dopo la guerra lasciò il Lussemburgo e si stabilì definitivamente a Parigi nel 1870 dopo essere stato naturalizzato francese. Fu responsabile del servizio statistico al ministero delle finanze e professore di diritto internazionale alla Scuola di scienze politiche (1873). Collaborò intensamente con Albert Sorel.
È stato il fondatore del Collège libre des sciences sociales (Collegio libero di scienze morali) nel 1895. È il padre di Frantz Funck-Brentano.

## Opere
Tra le principali opere si possono ricordare: 
- Le scienze umane: la filosofia (1868)
- Il pensiero rigoroso in filosofia (1869)
- La civiltà e le sue leggi (1876)
- Sommario di diritto internazionale (1877)
- I sofisti greci e i sofisti inglesi contemporanei (1879)
- La politica (1892)
- I sofisti francesi e la rivoluzione europea (1905)